# Ctenomys torquatus
Ctenomys torquatus är en däggdjursart som beskrevs av Lichtenstein 1830. Ctenomys torquatus ingår i släktet kamråttor, och familjen buskråttor. IUCN kategoriserar arten globalt som livskraftig. Inga underarter finns listade i Catalogue of Life.
Denna gnagare förekommer i södra Brasilien och Uruguay. Habitatet varierar men marken ska främst vara sandig. Arten undviker dessutom odlingsmark. Den lever i underjordiska bon och kommer på dagen fram för att äta olika växter som finns nära boet. Dräktigheten varar cirka 105 dagar och ungarna föds mellan september och december.